# Amundö

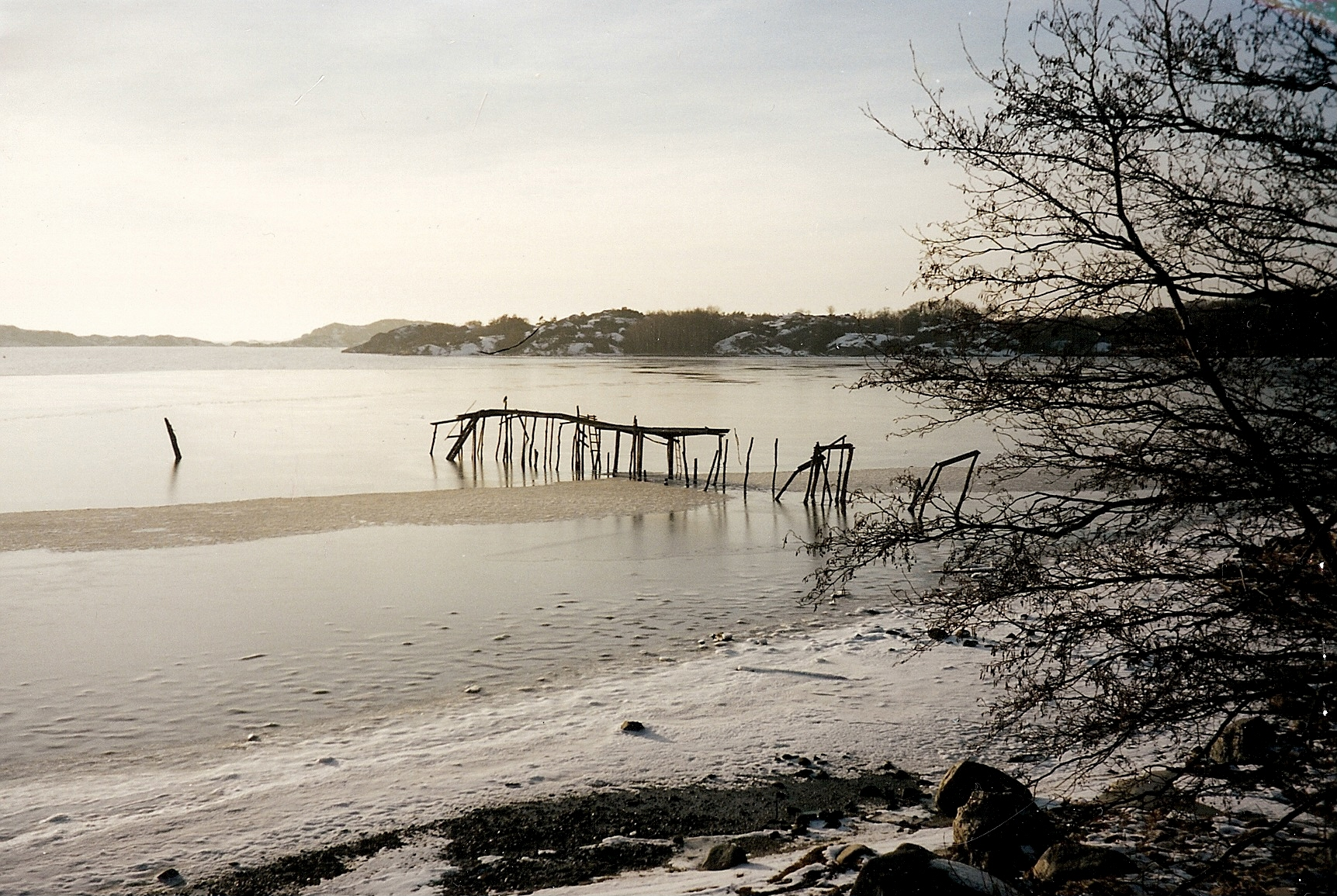
Södra sidan av Stora Amundön vintertid.

Stora Amundön och Lilla Amundön är två öar i Askim, i södra Göteborg. I synnerhet Stora Amundön är ett populärt utflyktsmål med kommunal badstrand. Lilla Amundön är privatägt och Ågrenska stiftelsen bedriver där en nationell verksamhet för familjer med barn som har sällsynta sjukdomsdiagnoser. Ågrenska konvalescenthemmet var dess ursprungliga namn, donerat av grosshandlare Axel H. Ågren och taget i bruk 1914. Här finns också ett handikappbad och en privat marina. Stora Amundön slås, betas och viss skogsskötsel förekommer.
Stora Amundön ingår sedan 2018 i Stora Amundö och Billdals skärgårds naturreservat.

## Namnet
På den ekonomiska kartan över Göteborgs och Bohus län kallas ön för Amundö, i obestämd form, och på andra kartor, bland annat sjökortet, för Stora Amundön. Den mindre ön omedelbart norr om Amundön heter på vissa kartor endera Lilla Amundö eller Lilla Amundön. Namnet Amundö, förekommer normalstavat redan 1550, därefter Amundaöö 1565, Arnnödh och Arnöö 1600, Ammundz Öön 1725 och Amenö 1779. 

## Geologi
Stora Amundön är en knapp kvadratkilometer stor, varav ungefär en fjärdedel är betesäng. Större delen av ön består av klippor och hällmark omväxlande med små hedar. Berggrunden är enligt den geologiska kartan en rödgrå-grå, övervägande gnejsig granit och på några håll förekommer en svartgrå-mörkgrå, basisk gnejs. Bergen är slipade av isen under istiden med jämnt rundade stötsidor mot nordost och i smått sönderbrutna läsidor mot sydväst. Isräfflornas riktning visar också, att isens rörelse, som vanligt, skett från nordost mot sydväst. Eftersom ön ej når högre över havet än 33 m., har den legat helt nedsänkt under vattnet efter istiden. Genom landhöjningen steg den så småningom fram ur havet och fick sin nuvarande form. Då klipporna passerade bränningszonen, blev de renspolade. Finare jordarter avsattes i skyddade lägen, i mera exponerade lägen påträffas endast sten och block, som ofta slipats till en rundad form. Av sådana svallade moränblock reste på bronsålderstiden människor rösen på ön.

## Historia
De rösen man finner på Amundön är sannolikt från bronsåldern eller äldre järnåldern, man kan våga räkna med från årtalen 1 500 f. Kr. till århundradet e.Kr. Dessa rösen är typiska kustgravformar och förekommer rikligt på västkusten men även på ostkusten, i synnerhet norra delen ovanför Gävle, samt på Gotland. Rösena på Amundön är mer eller mindre förstörda, sannolikt av skattsökare i senare tider.
De vackraste och mest välbevarade rösena är de två som ligger på Drags Näsa, längst väster ut på krönet av ett brant rätt högt berg, som i norr och väster stupar brant i havet. Det ena röset är ovalt och ligger i nordväst till sydost. Det är uppfört av rätt stora kullerstenar och är mycket upplockat i mitten. Det andra röset, som ligger omedelbart intill det förra, är runt. Även detta består av rätt stora kullerstenar och är ävenledes upplockat i mitten. Inuti röset syns en större flat sten, som kanske utgjort en del av gravkistan.
Rester av ett par numera helt förstörda rösen finnes på krönet av det högsta berget på öns östra del. Under mobiliseringstiden 1914 tog landstormsmännen alla stenarna och gjorde skyttevärn därav. Den siste bonden på ön, den gamle Anders, har berättat att det varit en vale liknande den, som ligger på Nygårdsberget (på fastlandet).
Slagen flinta, både spån och arbetade skärvor, har man funnit mitt på ostsidan av den höjdsträckning, som i nordsydlig riktning går fram över östra delen av ön. Fynden har gjorts på en gångstig i ljungmarker.
Folket på Amundö var ofta invecklat i smuggelaffärer. Detta torde kunna förklara, varför man hade så många källare där.
På 1800-talet och i början av 1900-talet fanns två hemman på ön. Ännu så sent som år 1909 bodde Amundös sista invånare, 'Lill-Karin", kvar i den sista av de två gårdarna. Denna uppläts någon gång efter 1910 till den då nystartade scoutrörelsen, men revs efter några år, varmed scouterna också lämnade ön, som dess allra sista "bofasta". Åkrarna har vuxit igen och övergått i äng, vilken skogen till och med börjat erövra. Under 1920- och 1930-talen tillhörde Amundön Billdals gård, som använde hagmarkerna till bete för hästar och nötkreatur.

## Natur
Amundö har en mångskiftande natur inom ett synnerligen begränsat område. Den kan sägas utgöra ett tvärsnitt av Bohuskusten, från havsbandet till inlandet. Trots att ön faktiskt ligger i Västergötland, landskapet går ju ut till havet i en smal kil just vid Göta älvs mynning, måste man nog hänföra naturen till den typiskt bohuslänska. Från väster räknat de kala av havet slipade klipporna, rullstensfyllda klyftor på västsidan av bergen med sparsam vindpinad vegetation, en kal topp med vidsträckt utsikt och därifrån på östra sidan ön, landsidan, allt mer tilltagande växtlighet, först ett ljungbestånd och sedan ett inplanterat granbestånd, därefter lövträd och så hagmarkerna med eklundar övergående i ren äng, förr brukade som åkermark.
Trots den begränsade arealen har cirka 430 kärlväxtarter antecknats på Amundö. Antalet är stort och förklaras av de växlande ståndortsbetingelserna.
Djurlivet på Amundö är inte särskilt rikt. Av vilda fyrfota djur finns egentligen endast den inplanterade haren och i dennes spår har räven följt med ut på ön. Men fågellivet är, särskilt under vår- och höststräcken, rikhaltigare. På öns insida, med sina långgrunda stränder och stora ängar, finns tofsvipa, som lägger ägg redan i slutet av april, och den gracila rödbenan, vars ljusröda ben gör att den lätt känns igen. Strandskatan, den kraftigt byggda fågeln i svart och vitt, är välkänd av alla. Den föredrar den sandiga marken och förekommer särskilt på stranden i sundet mot Lilla Amundö. Lärkan förekommer givetvis i stort antal på de torra ängarna. Även gulärlan har sin hemvist här. De långgrunda stränderna på öns insida är ett omtyckt rastställe för flyttande vadare. Redan i slutet av mars hörs storspovens drillar. Man ser även kärrsnäppor, enstaka drillsnäppor och gluttsnäppor och många fler. Under senare år[när?] har skrattmåsen förekommit regelbundet, den är på inflyttning till västkusten, där den tidigare ej förekommit. Vintertid ses såväl knöl- som sångsvanar i vattnen sydost om ön och senare år har även knölsvanen sommartid dröjt kvar där. Man kan ibland se hägrar i sundet mot Lilla Amundö, på näringsfångst i det grunda vattnet. De är regelbundna gäster under sommarens senare hälft och har sina boplatser i Särö västerskog. På hösten påträffas här också krickor och gräsänder i stor mängd.
I lövskogsbeståndet förekommer bland annat ringduva, bofink och lövsångare, trädgårdssångare, rödhake, svartvit flugsnappare och stare. Till slån- och rosenbuskarna i lövskogsbrynet hör törnskata, törnsångare och ärtsångare.
Klippstranden i väster har en helt annan fågelvärld med ejdrar och tejstar (grissla) på vattnet. Fiskmåsens, gråtrutens och havsgallens varnings och klagoläten hörs i myckenhet från klipptoppar eller från luften där de seglar fram utnyttjande uppströmmarna.
Som häckande fåglar förekommer på Amundö cirka 50 arter, men antalet tillfälligt observerade arter är åtskilligt större.
På öns sydvästsida finns ett inofficiellt nakenbad.

## Bilder

Lilla och Stora Amundön
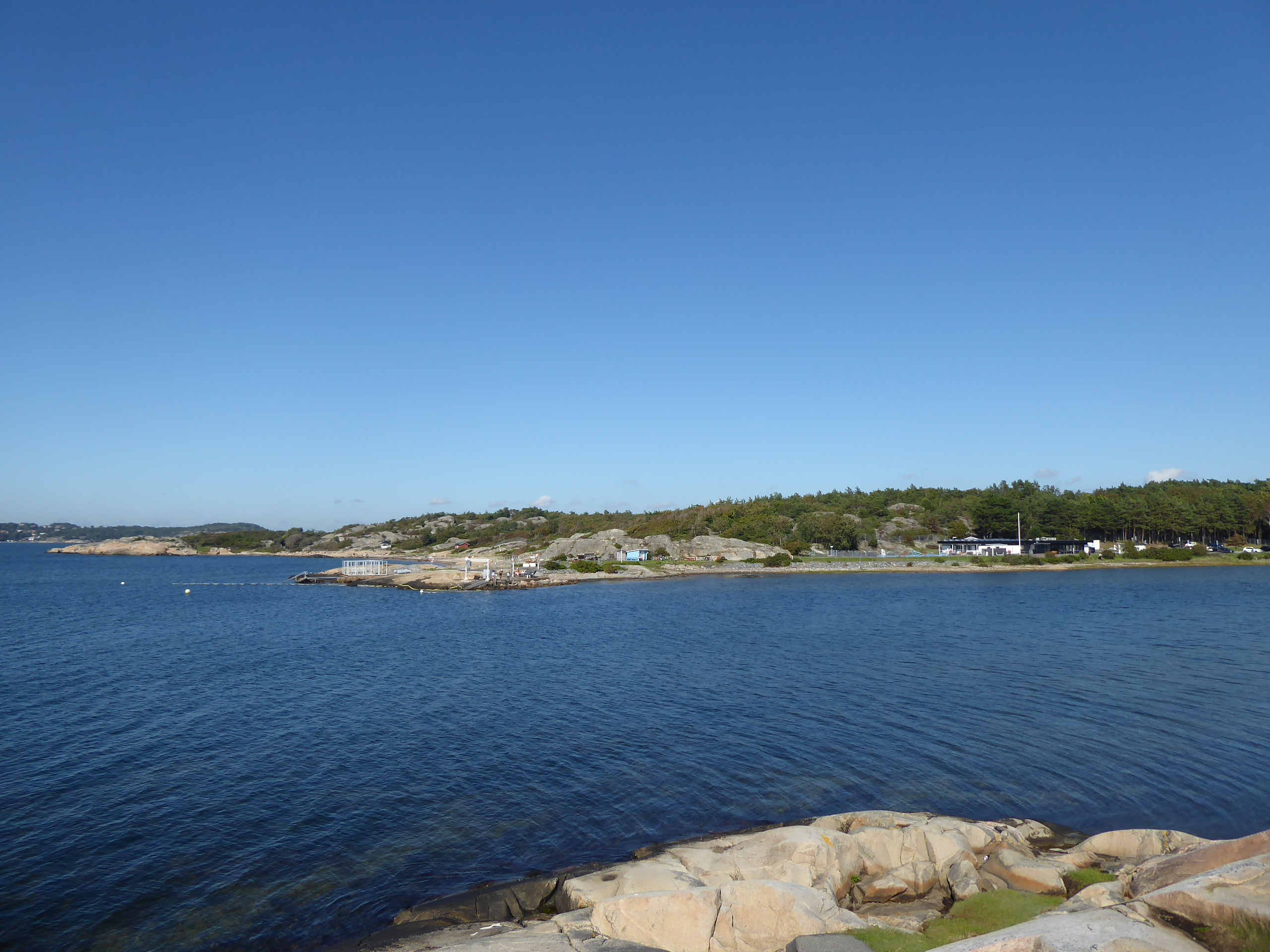
Lilla Amundön från Stora Amundön i september 2023.
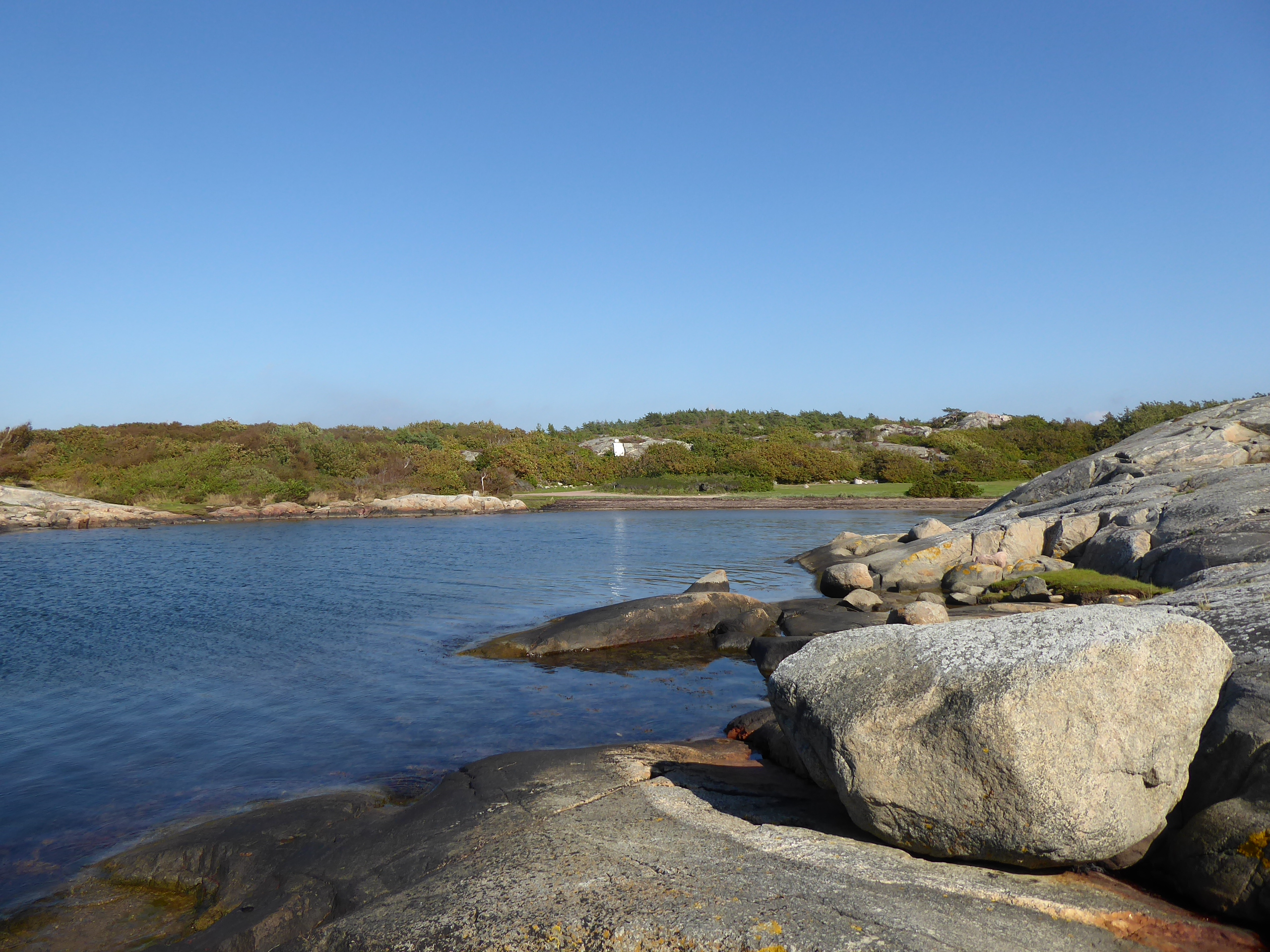
Badplatsen Drottningviken på Stora Amundöns västsida i september 2023.
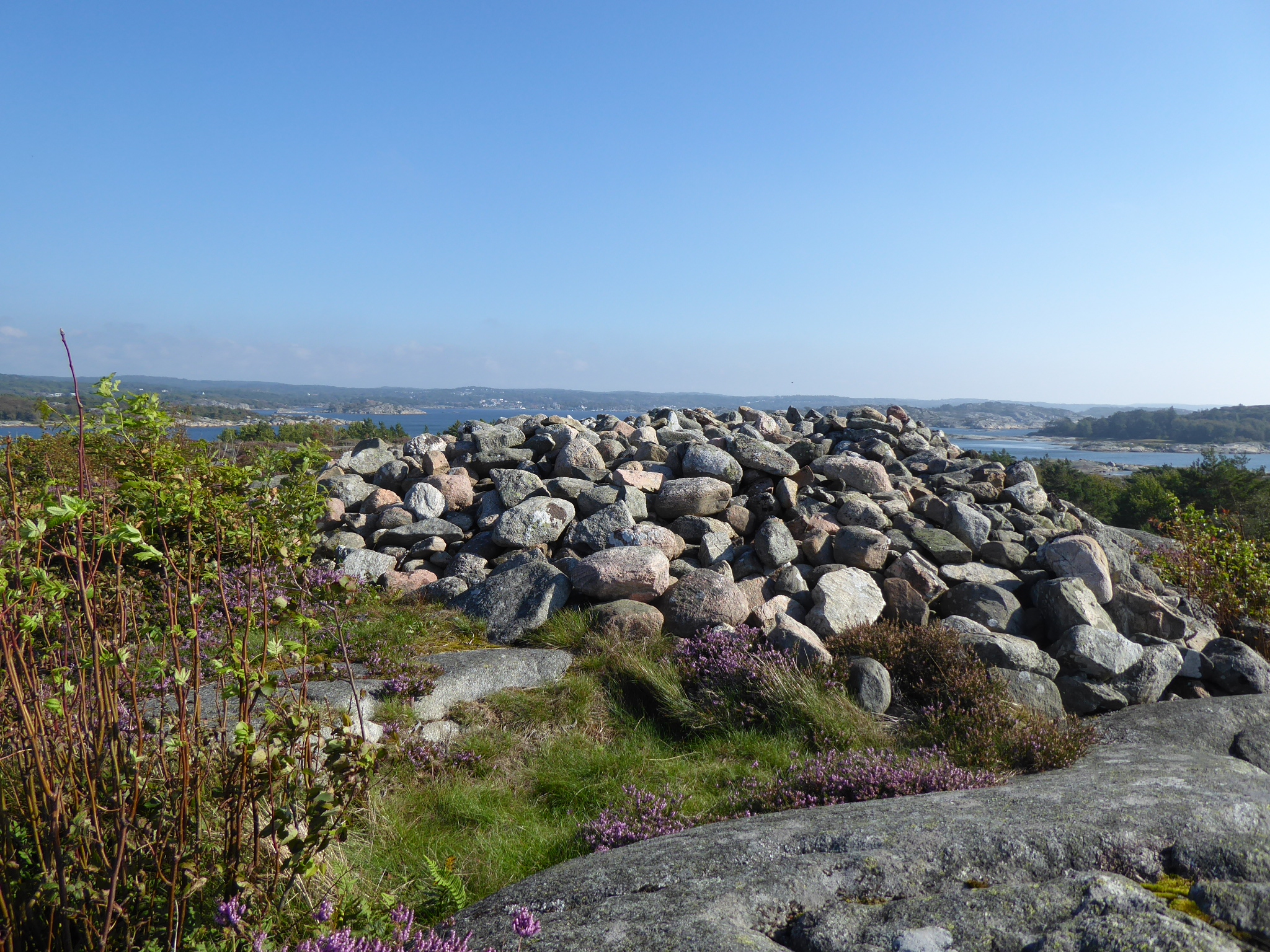
Högt beläget gravröse i Stora Amundöns sydvästra del i september 2023.
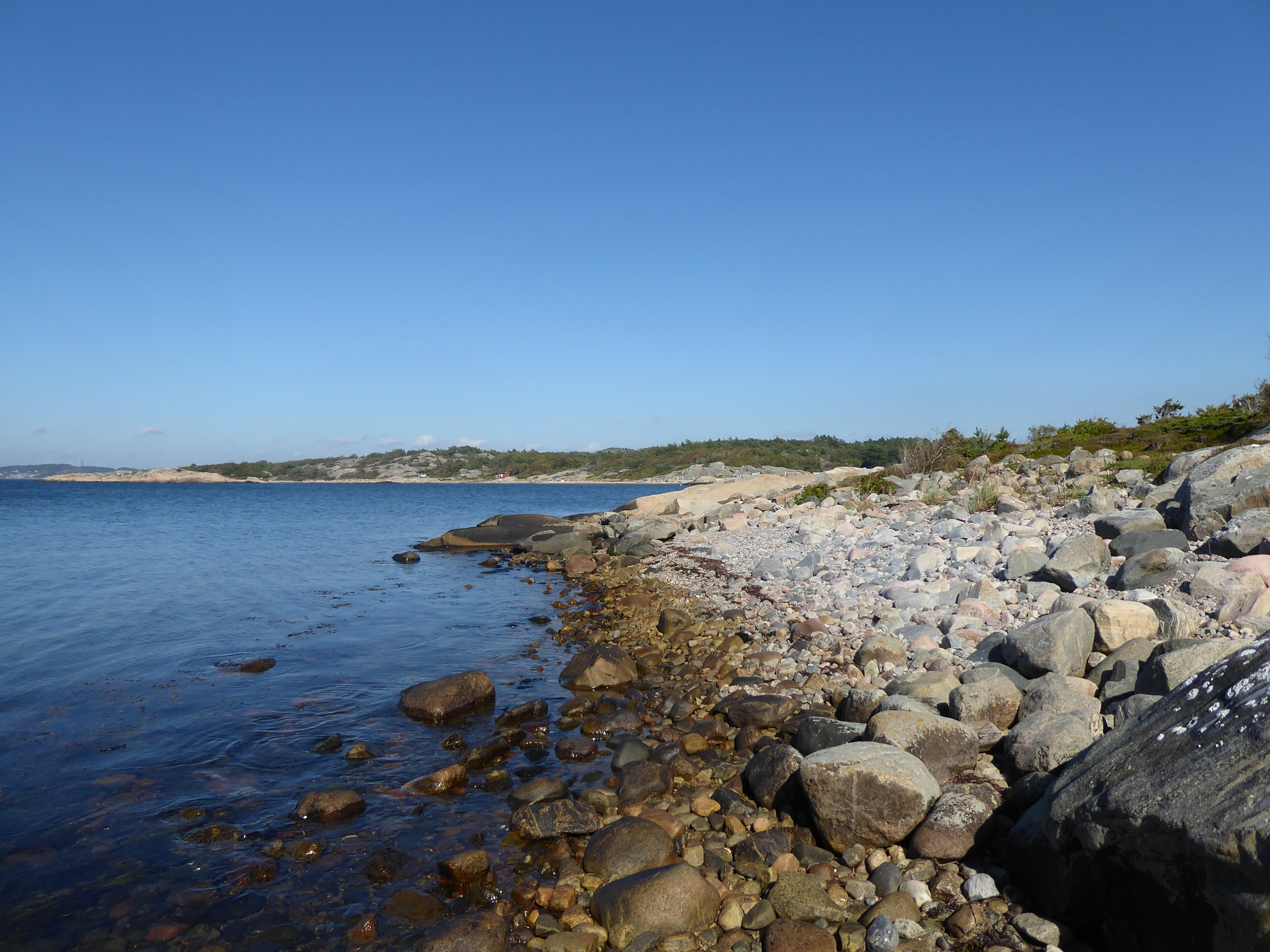
Stenstrand i Stora Amundöns nordvästra del i september 2023.
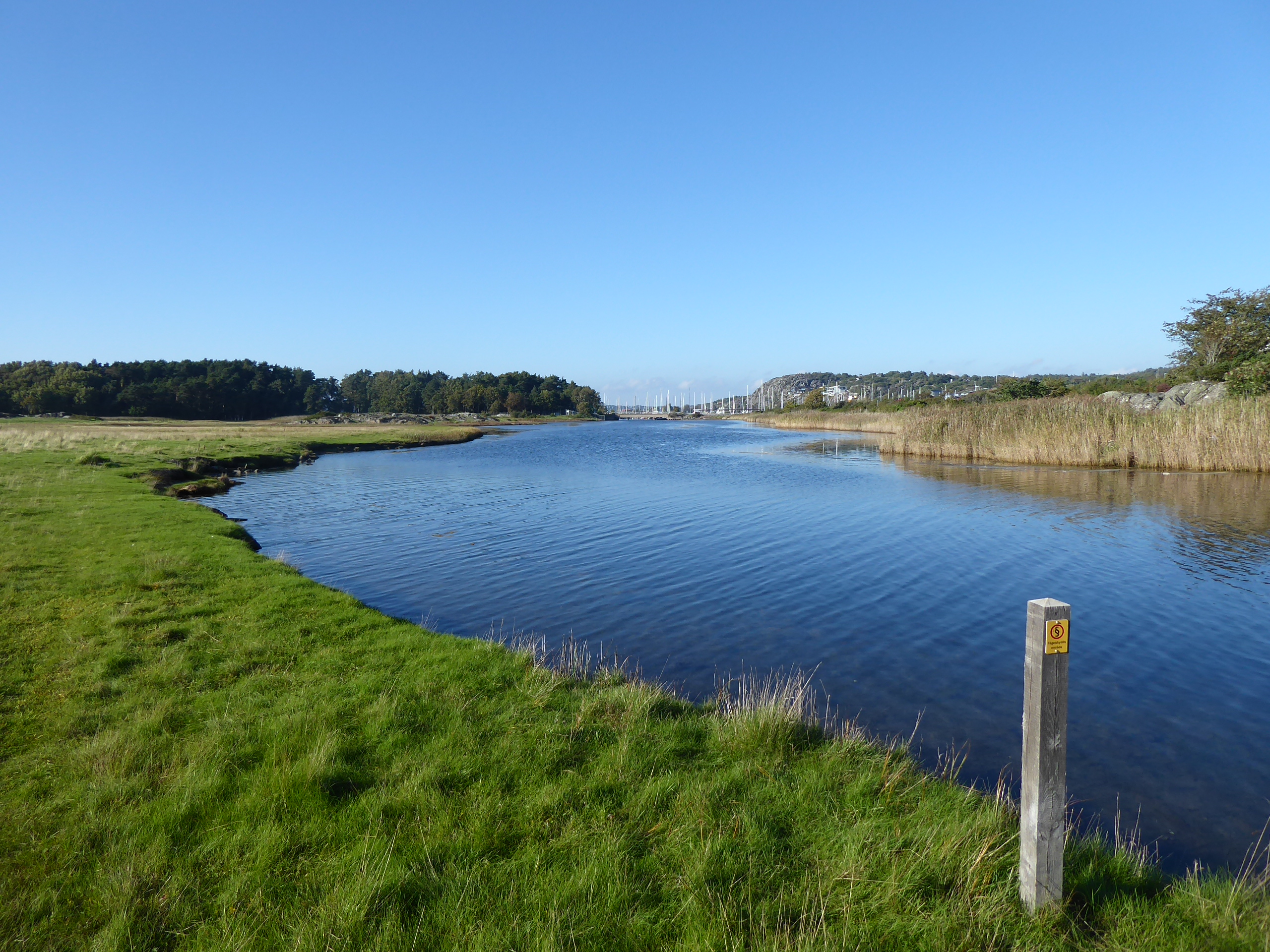
Sundet mellan Stora Amundön och fastlandet i september 2023.

## Spår efter de två gårdar som funnits på ön, mars 1984

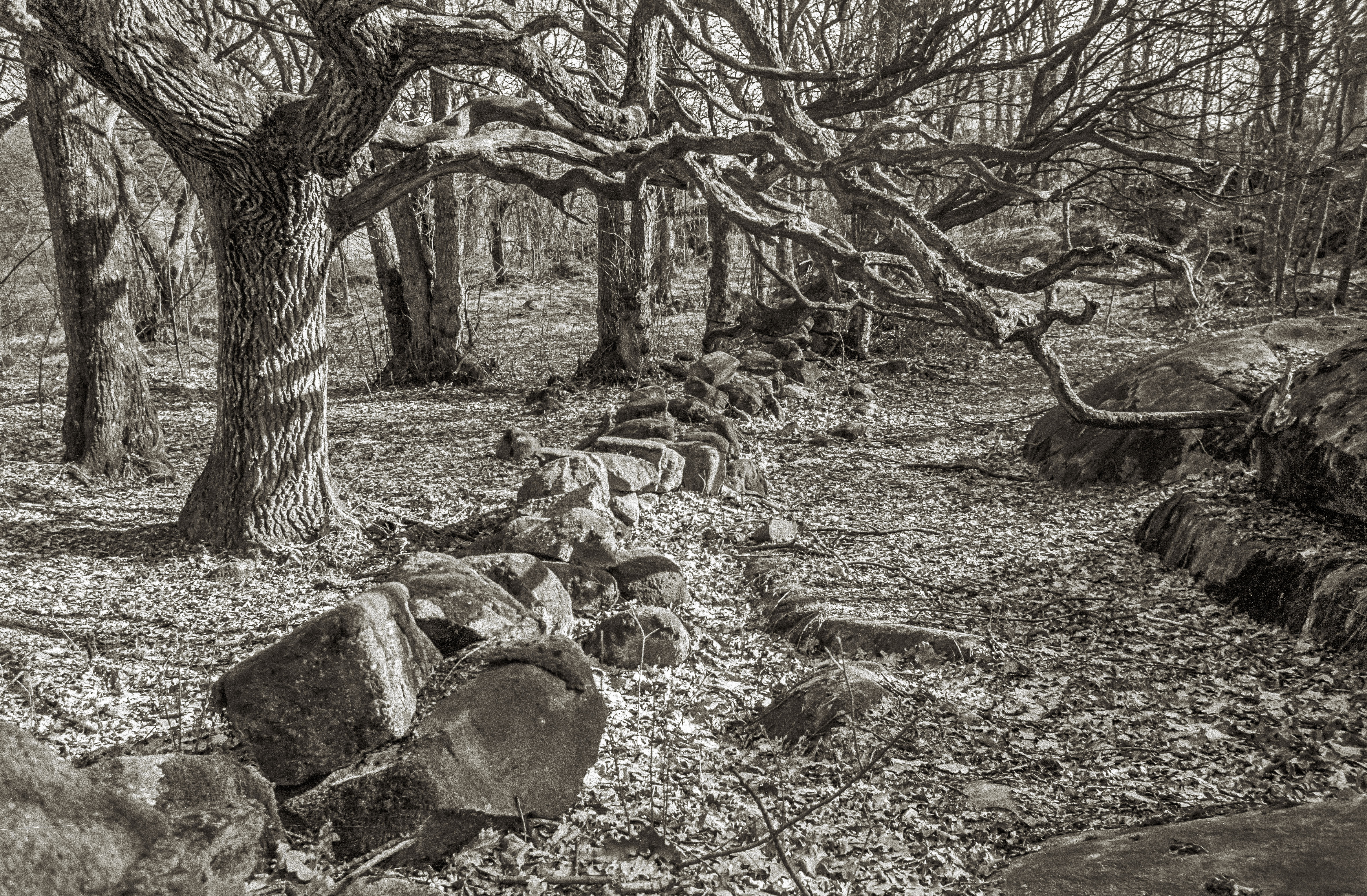
Stengärdsgård.
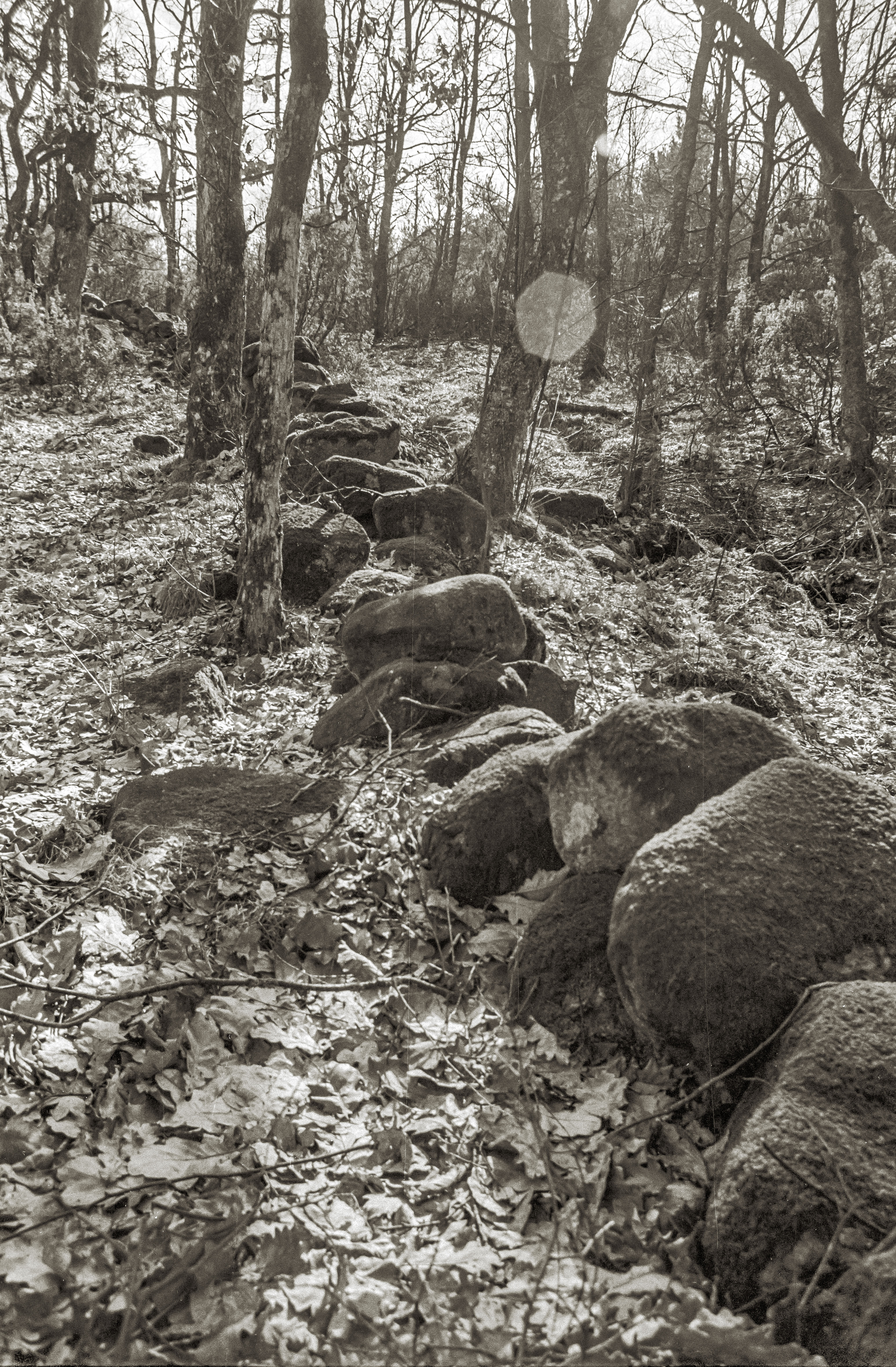
Stengärdsgård.
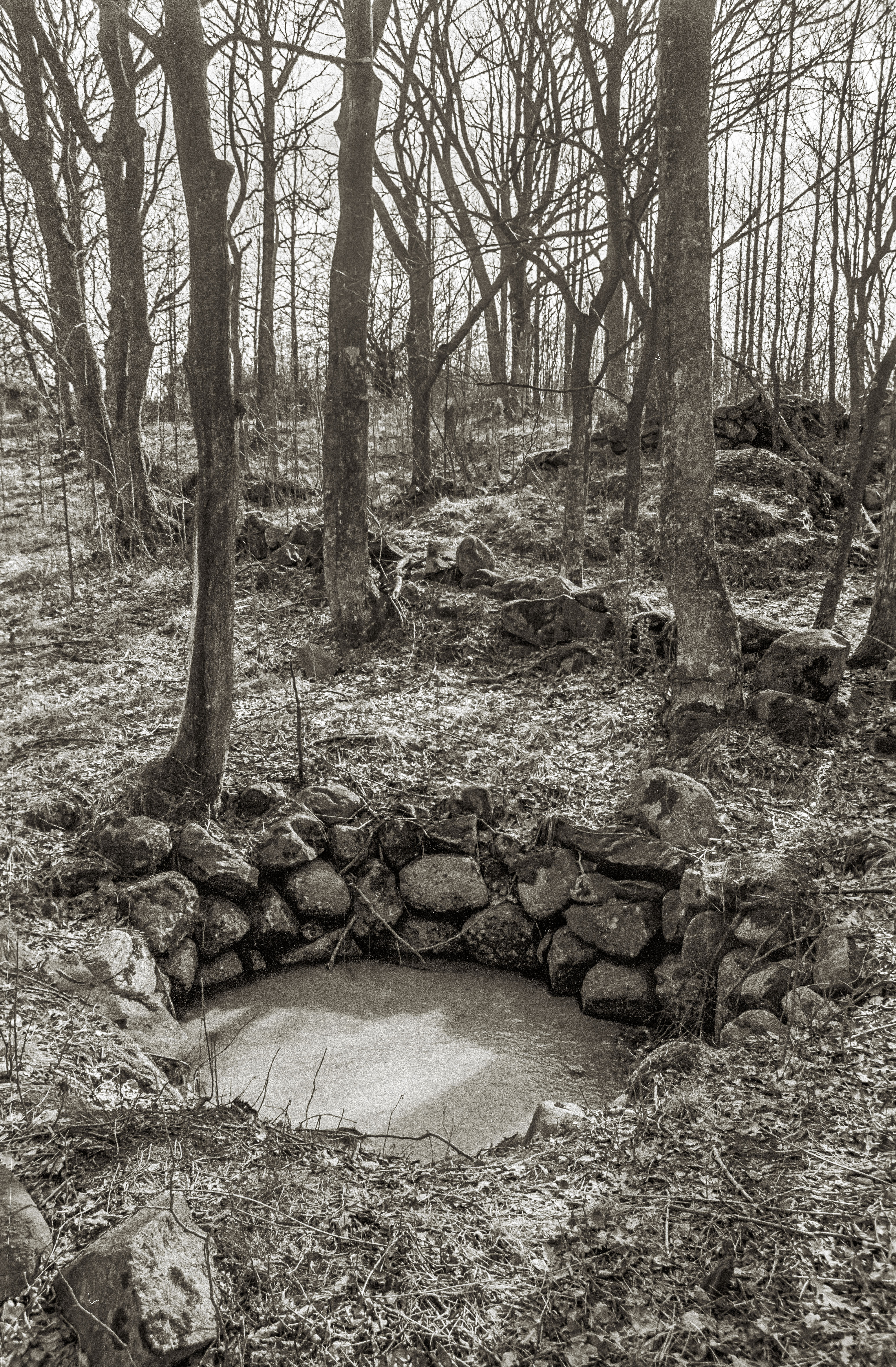
En brunn.
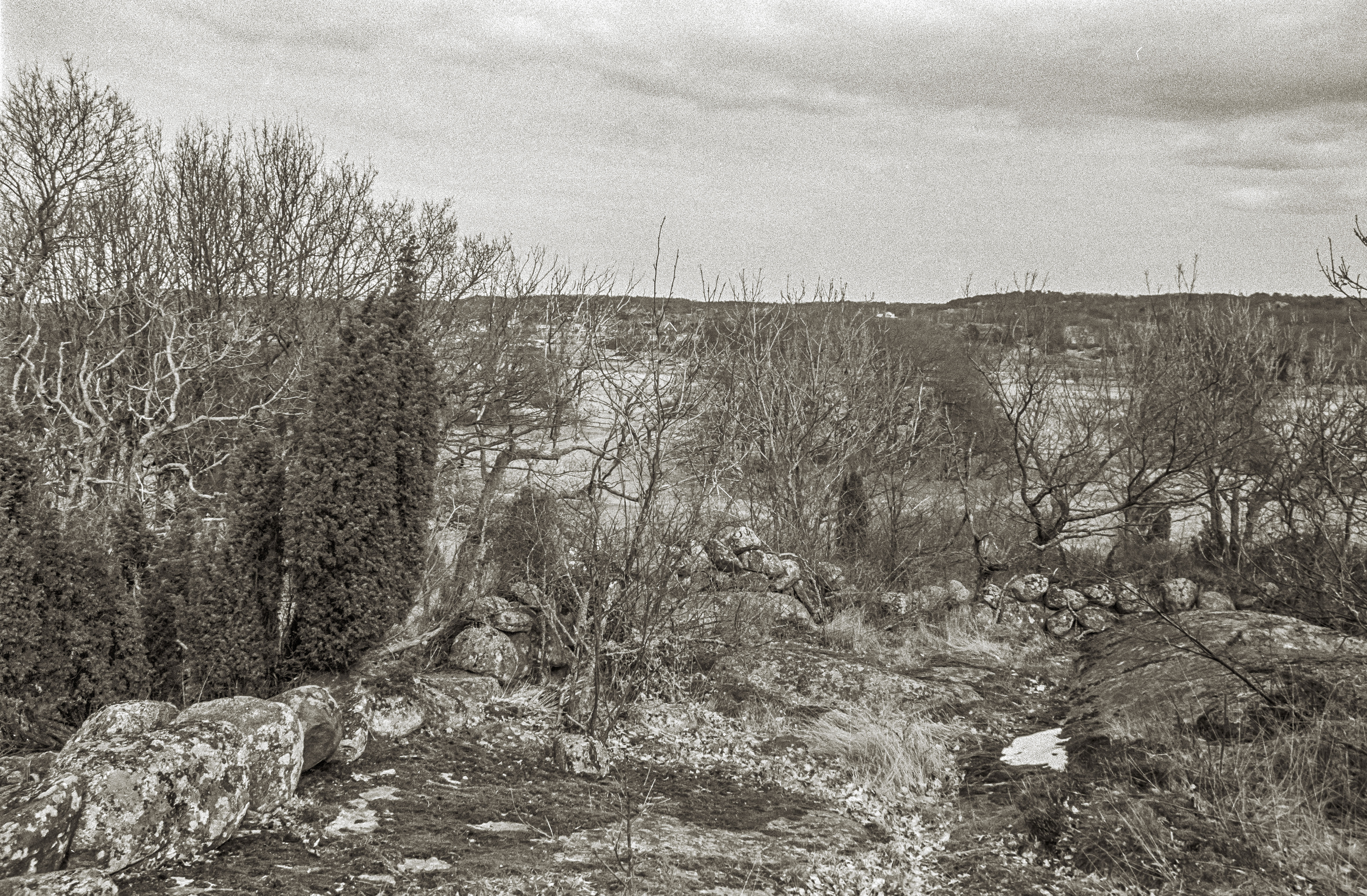
Stengärdsgård.
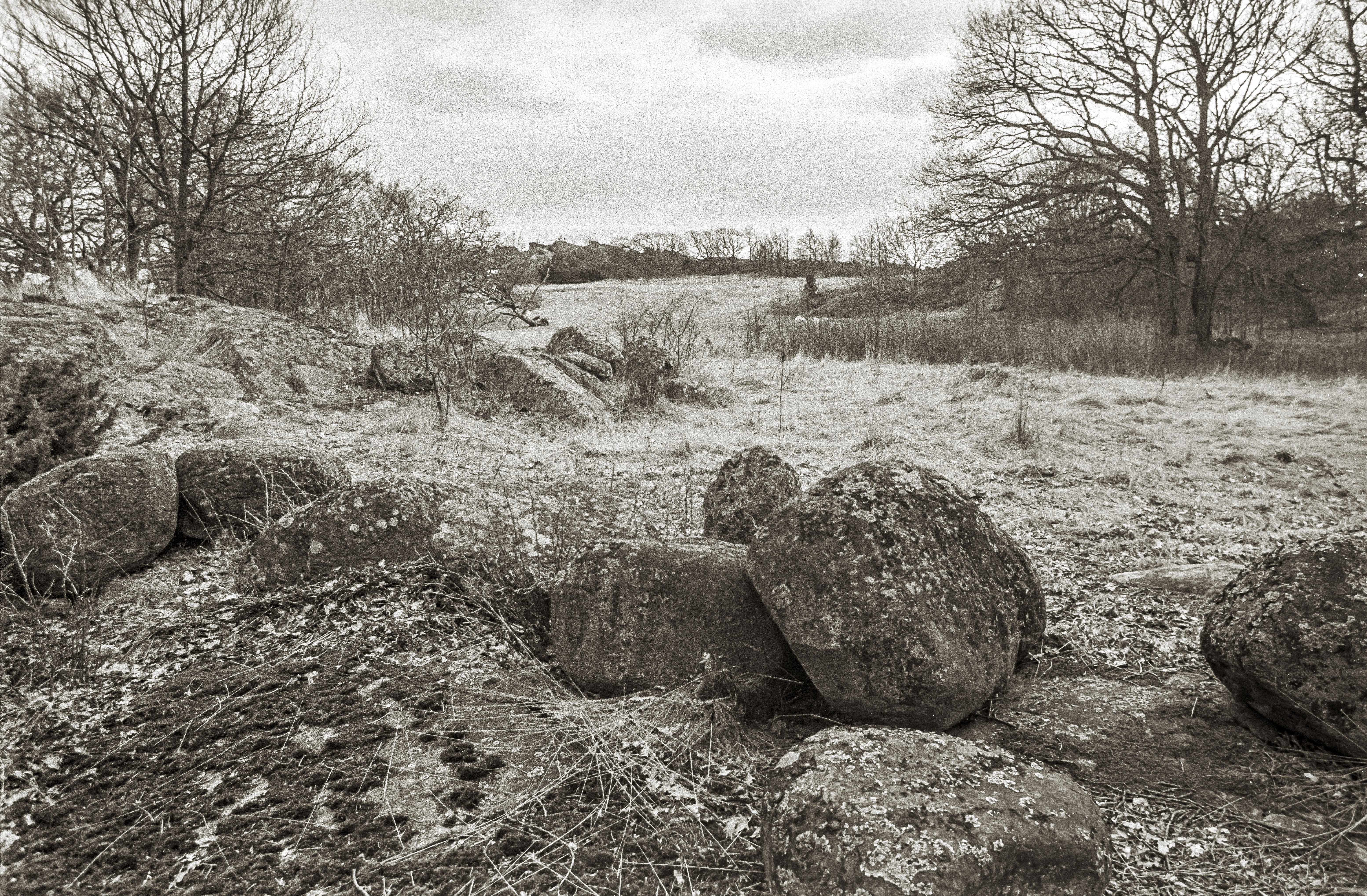
Odlingsspår.